# Heilig Kruiskerk (Amersfoort)
De Heilig Kruiskerk is een voormalig rooms-katholiek kerkgebouw in de wijk De Kruiskamp in de Nederlandse stad Amersfoort (provincie Utrecht), dat sinds 2022 in gebruik is bij een baptistengemeente. De kerk was in de rooms-katholieke tijd gewijd aan het Heilig Kruis. Bij de totstandkoming van de Parochie Onze Lieve Vrouw van Amersfoort, waarin alle katholieke kerken van Amersfoort en omstreken gefuseerd werden, werd de H. Kruiskerk de hoofdkerk.

## Geschiedenis
Het stuk land ten noorden van de oude stad waar later de wijk gebouwd zou worden draagt al vanaf de vijftiende eeuw de naam Kruiskamp. Toen er in de twintigste eeuw huizen werden gebouwd, kreeg de wijk de naam Kruiskamp. De meeste huizen werden gebouwd na de Tweede Wereldoorlog. Door deze uitbreiding ontstond de behoefte aan een extra parochiekerk. De naam van de kerk (Heilig Kruis) verwijst naar de wijk waar de kerk staat: Kruiskamp. Als architect werd Herman van Wissen aangetrokken. Hij had al een aantal projecten in nieuwbouwwijken op zijn naam staan en kreeg nu ook de kans om in dezelfde moderne stijl een kerk te ontwerpen. In 1956 begon de bouw. In 1958 werd de kerk ingewijd door de toenmalige bisschop van Utrecht, Bernardus Alfrink.

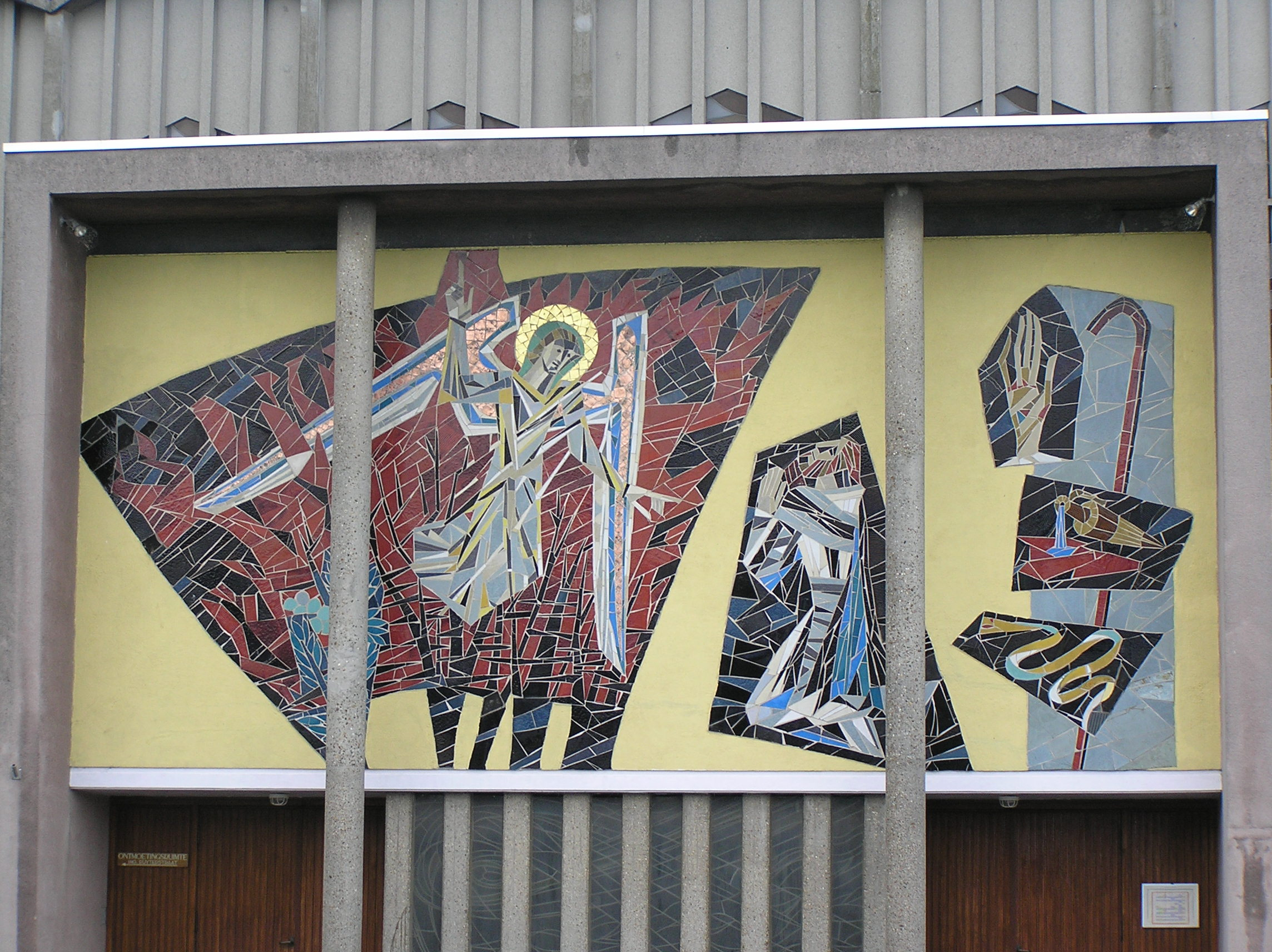
Mozaïek op het kerkgebouw

## Ingebruikname door baptisten
Door het teruglopend aantal parochianen en een structureel financieel tekort van € 250.000,-- per jaar besloot het parochiebestuur in januari 2021 om de Heilig Kruiskerk per 31 maart dat jaar aan de Rooms-Katholieke eredienst te onttrekken, om het gebouw daarna te verhuren aan de Baptistengemeente Amersfoort, een besluit waar overigens protest tegen werd aangetekend bij het Vaticaan door enkele parochianen. De plannen gingen echter door, waarna de Baptistengemeente per 1 december 2021 huurder werd en er diensten en andere activiteiten ging houden.
Lijst van kerkgebouwen in Amersfoort